# Football Club Cincinnati
O Football Club Cincinnati, conhecido também apenas como FC Cicinnati, é um clube de futebol profissional americano com sede em Cincinnati, Ohio, que joga na Conferência Leste da Liga Principal de Futebol (MLS). A equipe sucedeu à equipe de divisão inferior com o mesmo nome e foi anunciada em 29 de maio de 2018, quando a MLS concedeu uma franquia de expansão a Cincinnati. A equipe começou a jogar no MLS em 2 de março de 2019 com seu primeiro jogo contra o Seattle Sounders FC. O grupo de proprietários do clube é liderado por Carl H. Lindner III, com Jeff Berding atuando como presidente e Gerard Nijkamp como gerente geral.

## História
Em maio de 2015 começaram os rumores que a USL abriria uma franquia Cincinnati, fato que se concretizou com o anúncio do time em 12 de agosto de 2015, quando confirmaram o clube, bem como o nome e o estádio, o Nippert Stadium.
O clube fez a sua estreia no dia 16 de abril de 2016 contra o Louisville City FC com um público de 20.497 pessoas, batendo o maior público da história da USL. No dia 14 de maio, bate novamente esse recorde com um público de 23.375. Em 17 de setembro bate de novo esse recorde com 24.376 torcedores.
Seu recorde de público foi em um amistoso contra o Crystal Palace da Inglaterra, com um público de 35.061, maior público de um jogo de futebol em Cincinnati. O clube ainda voltaria a colocar mais de 30 mil em um estádio no jogo contra o Charleston Battery pela US Open Cup
Esse grande público chamou a atenção de Don Garber, comissário da Major League Soccer, que foi visitar pessoalmente o clube e afirmou que a equipe merecia estar na MLS.Com isso em 29 de novembro de 2016 a equipe entrou na disputa por uma das quatro vagas disponíveis para a MLS, representando Cincinnati contra as cidades de Charlotte, Detroit, Nashville, Raleigh/Durham, Sacramento , San Antonio, San Diego, St. Louis, e Tampa/St. Petersburg.
Em 2019, estreiou pela Major League Soccer.

## Estádio
FC Cincinnati joga no Nippert Stadium enquanto o novo West End Stadium está sendo construído. A inauguração do novo estádio está prevista para 2021.
O West End Stadium terá capacidade entre 25.500 e 26.500, tornando-o um dos maiores estádios específicos de futebol da Major League Soccer. O estádio incluirá um campo de grama, bem como um teto de cobertura que percorre toda a bacia do estádio e cobre todas as fileiras sentadas. O telhado e as fachadas terão tecnologia de folha de etileno tetrafluoroetileno (ETFE), que pode ser usada para iluminar o estádio durante os eventos. O design da parte interna do estádio incorpora um recurso de recorte no canto sudeste que dará aos espectadores uma visão clara do horizonte de Cincinnati a partir de seus assentos. No extremo norte do estádio estará a seção de torcedores do FC Cincinnati, The Bailey, que será quase duas vezes maior que a atual seção de torcedores do Nippert Stadium. Muitas novas opções de assentos e entretenimento premium estarão disponíveis para os fãs, que incluem várias opções de assentos de clube e configurações de suíte. As necessidades dos jogadores tiveram um papel importante no design das áreas da equipe, que incluem a sala da equipe e as instalações médicas. O West End Stadium atenderá todos os requisitos para sediar os eventos da CONCACAF e da FIFA. O estádio será um local atraente para disputar times de clubes internacionais durante suas turnês americanas e amistosos na offseason. Além disso, Cincinnati é um dos vinte e três candidatos finais da cidade anfitriã para a Copa do Mundo de 2026.

## Estatísticas

### Participações
|  | Participações em 2023 |

| Competição     | Competição               | Temporadas | Melhor campanha                         | Estreia | Última | P | R |
| Estados Unidos | Major League Soccer      | 2          | 1º colocado da Conferência Leste (2023) | 2019    | 2023   |   |   |
| Estados Unidos | Lamar Hunt U.S. Open Cup | 5          | Semi-finais (2017, 2023)                | 2016    | 2023   |   |   |

## Títulos
| NACIONAIS | NACIONAIS          | NACIONAIS | NACIONAIS  |
|           | Competição         | Títulos   | Temporadas |
| --------- | ------------------ | --------- | ---------- |
|           | Supporters' Shield | 1         | 2023       |